# Марш прогресу
«Марш прогресу» (англ. The March of Progress) — ілюстрація хронології видів приматів, виконана Рудольфом Зеллінгером і вперше опублікована в 1965 році. Часто помилково вважається зображенням еволюції приматів. Найвідоміша у скороченому варіанті, який неодноразово наслідувався та пародіювався для ілюстрування різних видів прогресу.

## Опис
Ілюстрація вперше була опублікована в томі «Рання людина» (англ. Early Man volume) 1965 року, що входив до серії «Бібліотека живої природи» (Life Nature Library). Ілюстрація була виконана Рудольфом Зеллінгером за текстом американського антрополога Френсіса Кларка Говелла. Вона є вклейкою з підзаголовком «Шлях до Homo sapiens» (англ. The Road to Homo Sapiens), де зображено 15 видів приматів, які жили в різні часи. Всі види йдуть зліва направо, починаючи з пліопітека й закінчуючи сучасною людиною:
1. пліопітек, 22–12 млн років тому. Протомавпа, предок гібонової лінії, що жив на деревах;
2. проконсул, 21-9 млн років тому. Імовірно перша людиноподібна мавпа, предок шимпанзе та горил;
3. дріопітек, 15–8 млн років тому. Широко поширена людиноподібна мавпа;
4. ореопітек, 15–8 млн років тому. Людиноподібна мавпа з зубами та тазом людського типу;
5. рамапітек, 13–8 млн років тому. Можливо, найраніший прямий предок людей;
6. австралопітек африканський, 3-2 млн років тому. Перший суто прямоходячий примат, що користувався камінням;
7. австралопітек робустус (за сучасними класифікаціями був парантропом), 1,8–0,8  млн років тому. Тупикова гілка розвитку — більший за африканського, переважно рослиноїдний;
8. розвинений австралопітек, 1,8–0,7 млн років тому. Володів потужнішим хребтом, ніж раніші австралопітеки, і виготовляв камінні знаряддя;
9. людина прямоходяча, 700 000—400 000 років тому. На той час найдавніший відомий представник роду Homo, що мав кінцівки сучасної будови, але менший мозок та примітивніші долоні;
10. ранній Homo sapiens, 300 000—200 000 років тому. На той час вважався найдавнішим Homo sapiens, що анатомічно був аналогічний сучасним людям, за винятком зубів;
11. явантроп, 100 000–50 000 років тому. Вимерла азійська раса Homo sapiens із примітивним черепом, але руками сучасної будови (за сучасними класифікаціями був підвидом Homo erectus);
12. родезійська людина, 50 000–30 000 років тому. Вимерла африканська раса Homo sapiens (за сучасними класифікаціями була окремим видом під назвою Homo rhodesiensis або Homo heidelbergensis);
13. неандерталець, 100 000–40 000 років тому. Вид, що населяв Середземномор'я та Європу. Кремезніший і примітивніший будовою за Homo sapiens, що, втім виготовляв численні знаряддя;
14. кроманьйонець, 40 000–5 000 років тому. Людина сучасного типу, що населяла Європу і поширилася звідти по світу. Відрізнялася лише культурно, живучи виключно полюванням та збиральництвом;
15. сучасна людина, від 40 000 років тому до сьогодення.

У книзі зауважується, що ілюстрація зображає ці види в порядку існування, а не предків і нащадків. Щодо ореопітека, вказується — цей рід приматів імовірно є бічною гілкою на дереві еволюції людини, тобто, не є предком сучасних людей. Парантроп підписаний як «еволюційний тупик», який не дав нащадків, живих до сучасності. Підпис до кроманьйонця стверджує — ці люди стали наступниками неандертальців у Європі.

## Вплив

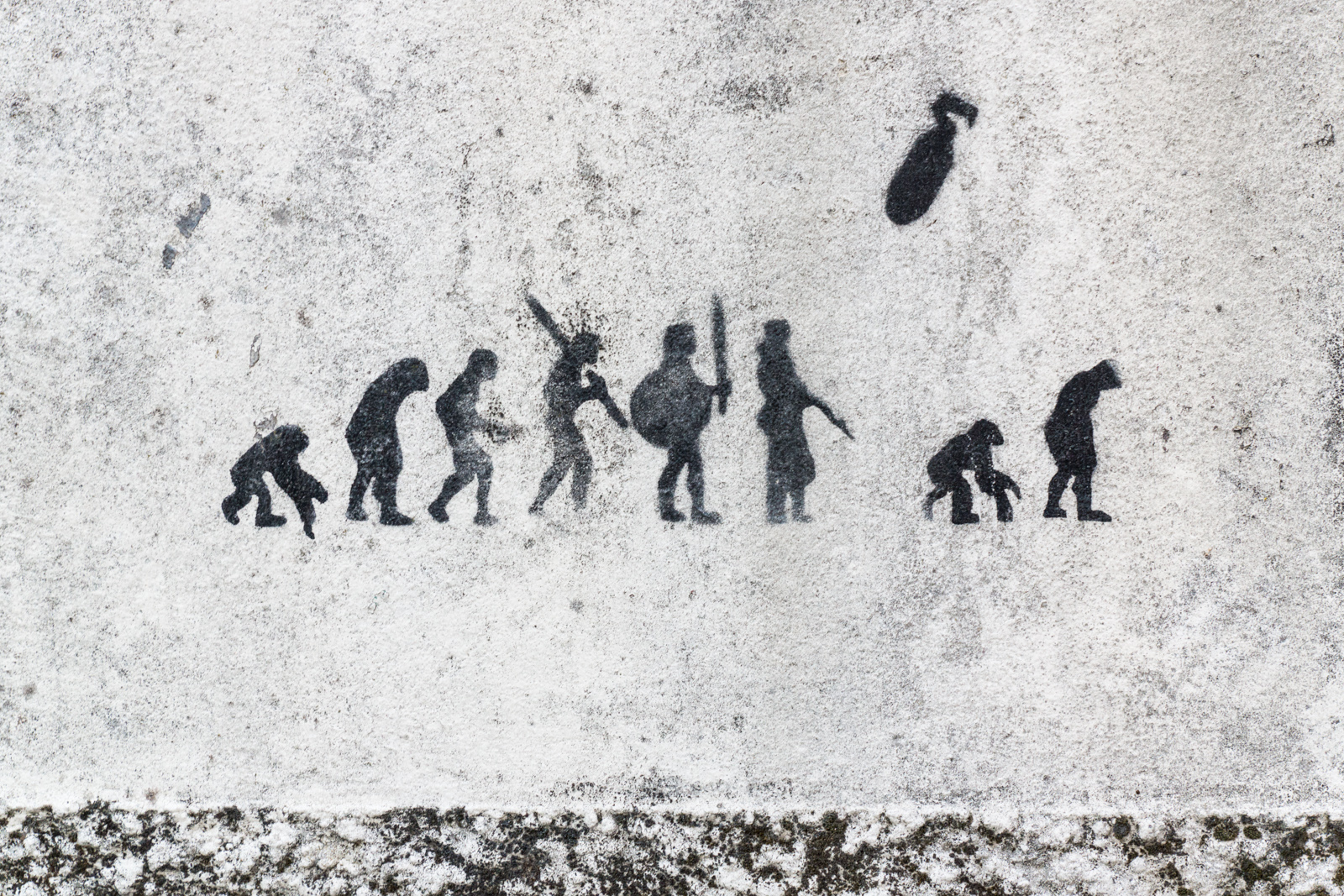
Антивоєнне графіті за зразком «Маршу прогресу»

Ілюстрація набагато відоміша в скороченому варанті, що включає дріопітека, ореопітека, рамапітека, неандертальця, кроманьйонця та сучасну людину. При передруках зауваження про лише хронологічне зображення часто упускалося. Це сформувало поширене хибне уявлення про ортогенез еволюції людини та пряму спадкоємність між зображеними видами. Сам Говелл після публікації «Ранньої людини» відгукувався: «Художник не мав наміру спростити еволюцію людини до лінійної послідовності, але читачі зрозуміли її таким чином… Графіка переважила текст. Це було так потужно та емоційно».
Палеонтолог та історик науки Стівен Гулд коментував ілюстрацію: «Марш прогресу — це канонічне зображення еволюції — єдина картина, вмить ясна та внутрішньо зрозуміла всім… Гамівна сорочка лінійного вдосконалення, що виходить за межі іконографії до визначення еволюції: саме слово ["еволюція"] стає синонімом прогресу. … [Але] життя — це рясно розгалужений кущ, який постійно підстригається похмурим женцем вимирання, а не драбина передбачуваного прогресу». Палеонтолог Браян Світек писав, що «Мабуть, немає іншої ілюстрації, яка була б настільки ж впізнаваною репрезентацією еволюції, але трагедія цього полягає в тім, що вона передає погляд на життя, котрий не відображає наше сучасне розуміння його історії».
Часто «Марш прогресу» зображається іронічно, постаючи як регрес: розвиток з самого початку іде у зворотньому порядку, або з сучасності починається деградація.

## Галерея

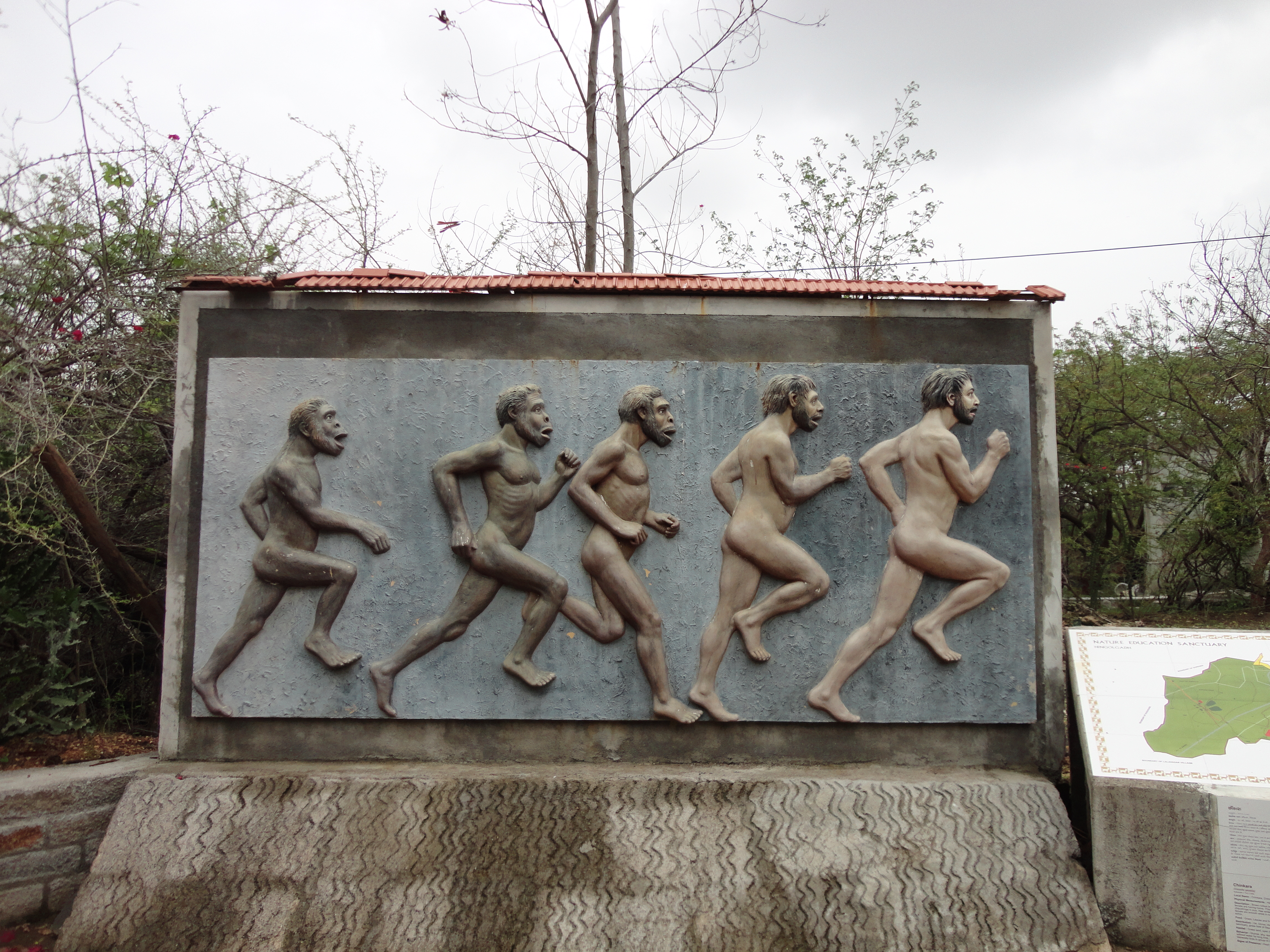
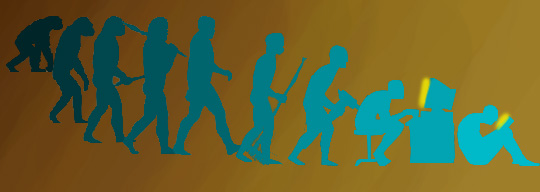
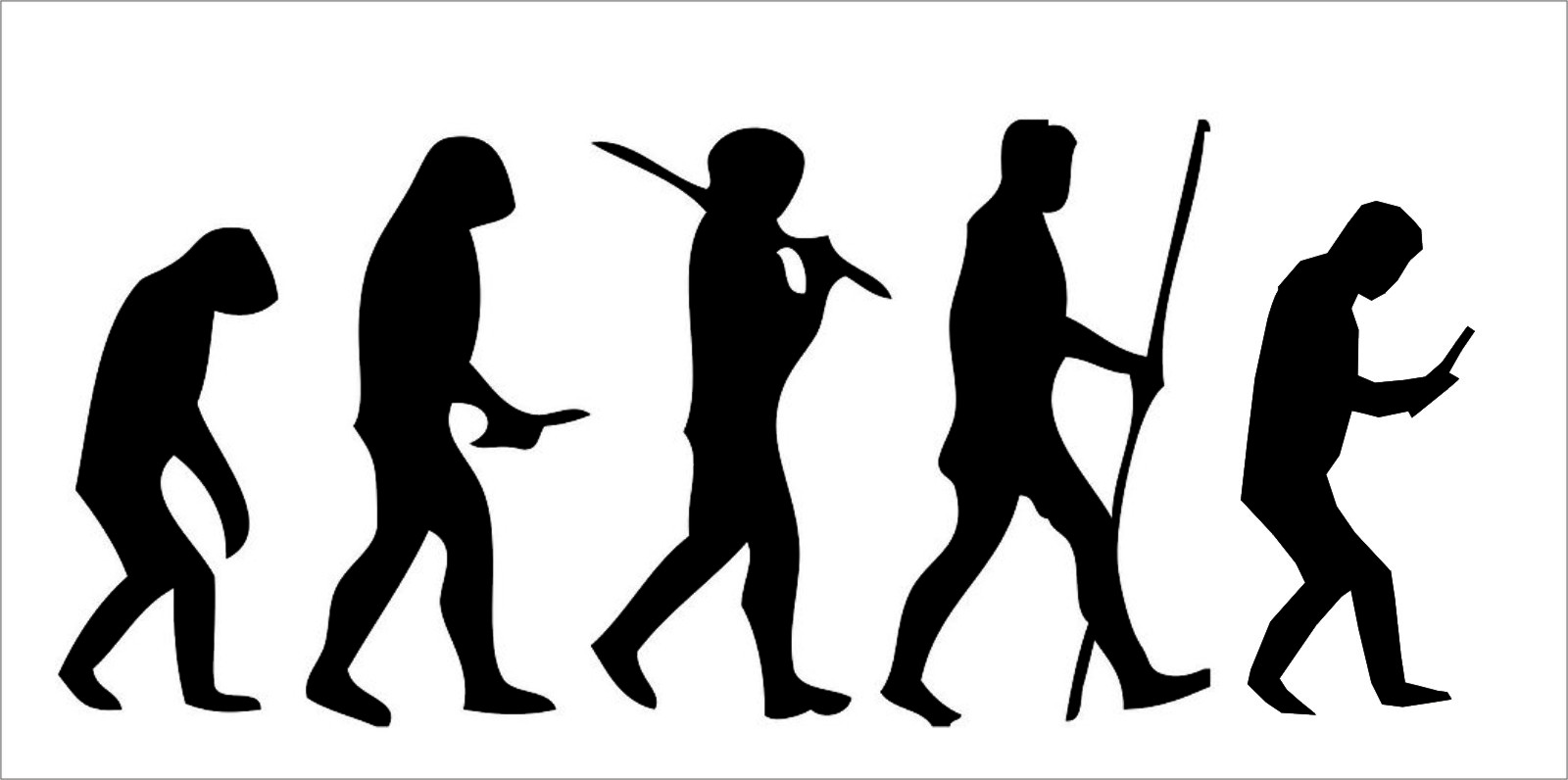